# Hirebandadi, Puttur
Hirebandadi là một làng thuộc tehsil Puttur, huyện Dakshin kannad, bang Karnataka, Ấn Độ.